# Békési-hát
A Békési-hát a Körös–Maros köze közép-keleti részén elhelyezkedő kistáj. 
A középtáj 25,2%-át foglalja magában, 29 darab településsel. Jelentősebbek: Gyopárosfürdő (Orosháza), Lőkösháza, Újkígyós, Pusztaföldvár, Medgyesegyháza és Kevermes. 
A kistáj 83 és 105 méter közötti tengerszint feletti magasságú, enyhén nyugat-északnyugat felé lejtő, változatos folyóvízi és szélhordta üledékekkel fedett hordalékkúp-síkság. Átlagos relatív relief 2,5 m/km². Felszíni formái folyóvízi és eolikus folyamatokkal keletkeztek. A kistáj keletről nyugati irányba általában finomodó felszín közeli üledékeit vékony pleisztocén végi holocén kori infúziós lösz, illetve lösziszap borítja. A hordalékkúp kavicsos összletének vastagsága kelet-délkeleten 8-10 méter. Helyenként másodlagos, áthalmozott, szélhordta homok fedi a felszínt. Potenciális szeizmicitása 6º MS alatti.

## Klíma
Évente mintegy 2000 óra napsütés várható, s ebből nyáron 810-820, télen 190-200 napsütéses óra valószínű. A középhőmérséklet sok évi átlaga: 10,5-10,6 °C, a tenyészidőszak átlaghőmérséklete 17,1-17,6 °C. A csapadék átlaga 550–600 mm. A vegetációs időszakban keleten 340–350 mm eső várható. A legtöbb 24 órás csapadékot Medgyesbodzáson mérték 123mm. Leggyakoribb szélirány az északi és a déli. Ariditási index: 1,15-1,17. Éghajlatilag mérsékelten mérsékelten meleg és meleg éghajlati öv határán terül

## Vízrajz
Csak III. rendű vízfolyásai vannak. Ezek közül jelentősebbek a Tótkomlós-éri csatorna (32 km. 180 km²), Aranyodi-csatorna( 38 km. 275 km²), Mágocséri-főcsatorna (60 km, 435 km²), Gyula-Kétegyházi-felfogócsatorna (20 km, 251 km²). Nagyobb részében gyér lefolyású, száraz, vízhiányos terület. Állandó vízfolyásról nem nagyon beszélhetünk. A csatornák jobbára csak csapadékosabb években és hóolvadás idején vezetnek jelentősebb vízmennyiséget. Tavai kicsinyek, sekélyvizűek. A talajvíz mélysége 2-4 méter között ingadozik. A rétegvíz mennyiségét 1-1,5 l/s.km² között számítják.